# Enanos y pigmeos en el Antiguo Egipto
| Enano en jeroglífico | nmw Nemu Enano / Persona pequeña / Pigmeo |

| \| \| | d · n | g · F21 |
|       |       |         |

|  |

| \| \| | d · n | g · F21 |
|       |       |         |

|  |

| \| \| | d · n | g · F21 |
|       |       |         |

|  |

| \| \| | d · n | g · F21 |
|       |       |         |

|  |

| \| \| | d | A | g | A1 |
|       |   |   |   |    |

|  |

| \| \| | d | A | g | A1 |
|       |   |   |   |    |

|  |

| \| \| | d | A | g | A1 |
|       |   |   |   |    |

|  |

| \| \| | d | A | g | A1 |
|       |   |   |   |    |

|  |

En el antiguo Egipto, especialmente en el Periodo arcaico de los enanos hincha de boca y el Reino Antiguo, los "enanos" y los "pigmeos" eran vistos como personas con dones celestiales. Se les trataba con mucho respeto y podían disfrutar de altas posiciones sociales. Durante la Dinastía I de Egipto (c. 3150–2900 a. C.), los enanos servían y trabajaban directamente para el rey y la casa real, y se han encontrado varios enterrados en tumbas subsidiarias alrededor de las de los reyes. De hecho, la elevada proporción de enanos en los cementerios reales de la Dinastía I sugiere que algunos pudieron ser traídos a Egipto desde otros lugares.
Más tarde, en el Reino Antiguo (c. 2680–2180 a. C.), los enanos eran empleados como joyeros, sastres, coperos y cuidadores de zoológicos, podían fundar familias o ser incorporados a una. Los pigmeos se empleaban como bailarines para ocasiones especiales y festivales religiosos. La posición social de los enanos parece haber disminuido después del Reino Antiguo. En la época del Reino Nuevo (c. 1550–1070 a. C.) se les representaba de forma ridícula, y aunque el papiro La sabia doctrina de Amenemope, hijo de Kanajt pide a la gente que no los trate mal, esto probablemente muestra que eran objeto de abusos.
En el arte egipcio, los enanos y pigmeos son representados con realismo, lo que permite identificarlos como casos de enanismo. Los antiguos egipcios tenían varias palabras y jeroglíficos especiales para los enanos y veneraban a varias deidades enanas, en particular a Bes, el dios del hogar y del nacimiento, y a dos formas enanas de Ptah.

## Términos y representaciones

### Escritura jeroglífica

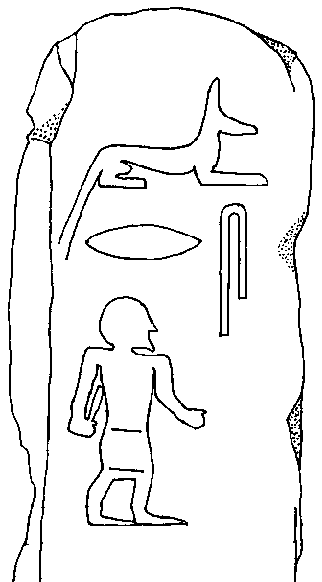
Estela de la tumba del enano de corte Ser-Inpw (dinastía I); origen: Abidos.

Los antiguos egipcios utilizaban tres términos para describir a los pueblos de baja estatura: el primero de ellos era Deneg, Daneg o Dag (dependiendo de las diferentes transcripciones), que significa simplemente "pequeño humano", "enano" y/o "pigmeo". Los jeroglíficos egipcios utilizados para estas palabras podían combinarse con el determinativo de enano, o bien se utilizaba el determinativo solo. Las estelas de la Dinastía I Egipto muestran solo el determinativo, lo que implica que el determinativo mismo se leía Deneg, Daneg o Dag y con el mismo significado.
En épocas posteriores, estas palabras se combinaron a menudo con otros determinativos como el de "ropa/moda" (Signo de Gardiner S38 ), que describe literalmente a un "enano de moda" (egipcio Daneg-seret); o con el determinativo de bailarín (signo de Gardiner A32 ) para un "enano bailarín" (egipcio Daneg-ibaw). Durante el Período del Reino Medio, aparecieron dos nuevas palabras relativas a los enanos y pigmeos: Nemw, que significa "malformado", apuntando al origen genético de los enanos egipcios como personas nacidas con acondroplasia; y Hewa que significa "pastor" o "boyero".

### Representaciones
La representación típica de un enano en el arte egipcio es realista, mostrando un torso y una cabeza normalmente crecidos, pero brazos y piernas visiblemente acortados y ligeramente doblados. Estas proporciones apuntan a la acondroplasia y a la hipocondroplasia como las condiciones responsables del enanismo del individuo. Sin embargo, también hay relieves de pueblos pequeños con proporciones corporales normales y no está claro si estas representaciones muestran a pigmeos reales o si estas personas se representan pequeñas para reflejar su bajo rango o acentuar la escena principal del relieve.
Las primeras representaciones conocidas de enanos en Egipto datan de principios de la I Dinastía (c. 3100 - c. 2890 a. C..) y se encontraron en la necrópolis de Umm el-Qaab de Abidos. Se trata de relieves tallados en estelas privadas colocadas en tumbas subsidiarias alrededor de la del rey. Todas las estelas que se conservan están dañadas y desgastadas, pero se puede ver que los enanos representados llevan cuellos de oro, faldas de lino fino y portan insignias como bastones de mando y sellos de tela, típicos de los funcionarios de alto rango y de los sacerdotes. Las representaciones de enanos también aparecen en inscripciones de tinta negra en cerámica y jarras de cerveza de barro. Además, en Abidos se descubrieron varias figurillas de marfil que mostraban enanos masculinos y femeninos. De nuevo, muchas de estas figuras muestran a los enanos con cuellos de oro, faldas de lino fino e incluso pelucas de rastas finas. Algunas de las figurillas femeninas se muestran en un gesto típico del parto en posición de pie y otras representan claramente a una mujer embarazada. Se cree que estas figuras especiales de enanas eran amuletos de la buena suerte para mujeres embarazadas con el fin de atraer la suerte para el nacimiento de niños sanos.

## Orígenes
La proporción de enanos en el cementerio real de Abidos es mucho mayor que en una población normal. Por lo tanto, es posible que algunos de estos enanos fueran comprados en otros lugares, o incluso que vinieran a Egipto voluntariamente como una tierra en la que podían esperar ascender a un alto estatus social. En apoyo de esta hipótesis, Hermann Junker, Jacques Jean Clére y Hans Felix Wolf señalan la palabra egipcia Isww, que significa «he comprado (esto)», y que a menudo aparece en relación con los enanos. Sin embargo, no está claro si la mayoría de los enanos y pigmeos eran comprados o si se «alquilaban» a instituciones como templos, santuarios e incluso a la corte del faraón. Especialmente durante el Periodo arcaico de Egipto (c. 3100–2680 a. C.) y Reino Antiguo (c. 2680–2180 a. C.), era común en los hogares de la clase alta que se pagaran importantes sumas de algún tipo cada vez que los enanos realizaban bailes públicos u otras tareas. Del mismo modo, se intercambiaban objetos de valor cada vez que los enanos y pigmeos cambiaban de empleador o se producía un cambio en el jefe de la casa. Evidentemente, en raras ocasiones, el enanismo aparecía de forma natural en el seno de una familia sana y de crecimiento normal. Por lo tanto, no todos los enanos y pigmeos se obtenían inevitablemente por otorgamiento o adquisición.

## Diferenciaciones
Los antiguos egipcios diferenciaban entre los enanos "reales" (genéticos) y los pigmeos, que llegaron a Egipto, presumiblemente como valiosos cautivos exóticos, desde (también presumiblemente) las zonas de África occidental donde aún viven miembros de esta etnia (una distancia enorme del reino faraónico, sobre todo por la falta de comunicaciones modernas), aunque un posible origen de los pigmeos danzantes podría haber sido el actual Sudán o Etiopía (si es que antes estaban más extendidos). Los pigmeos eran contratados exclusivamente en ocasiones muy especiales para la danza y las actuaciones acrobáticas en templos y santuarios. Los enanos, en cambio, eran contratados exclusivamente para labores artesanales y artísticas de alta cualificación. Sin embargo, advierten los egiptólogos modernos, el antiguo egipcio no diferenciaba entre enanos y pigmeos para discriminarlos, simplemente elegían sus actividades según sus habilidades.

## Rangos sociales y carreras

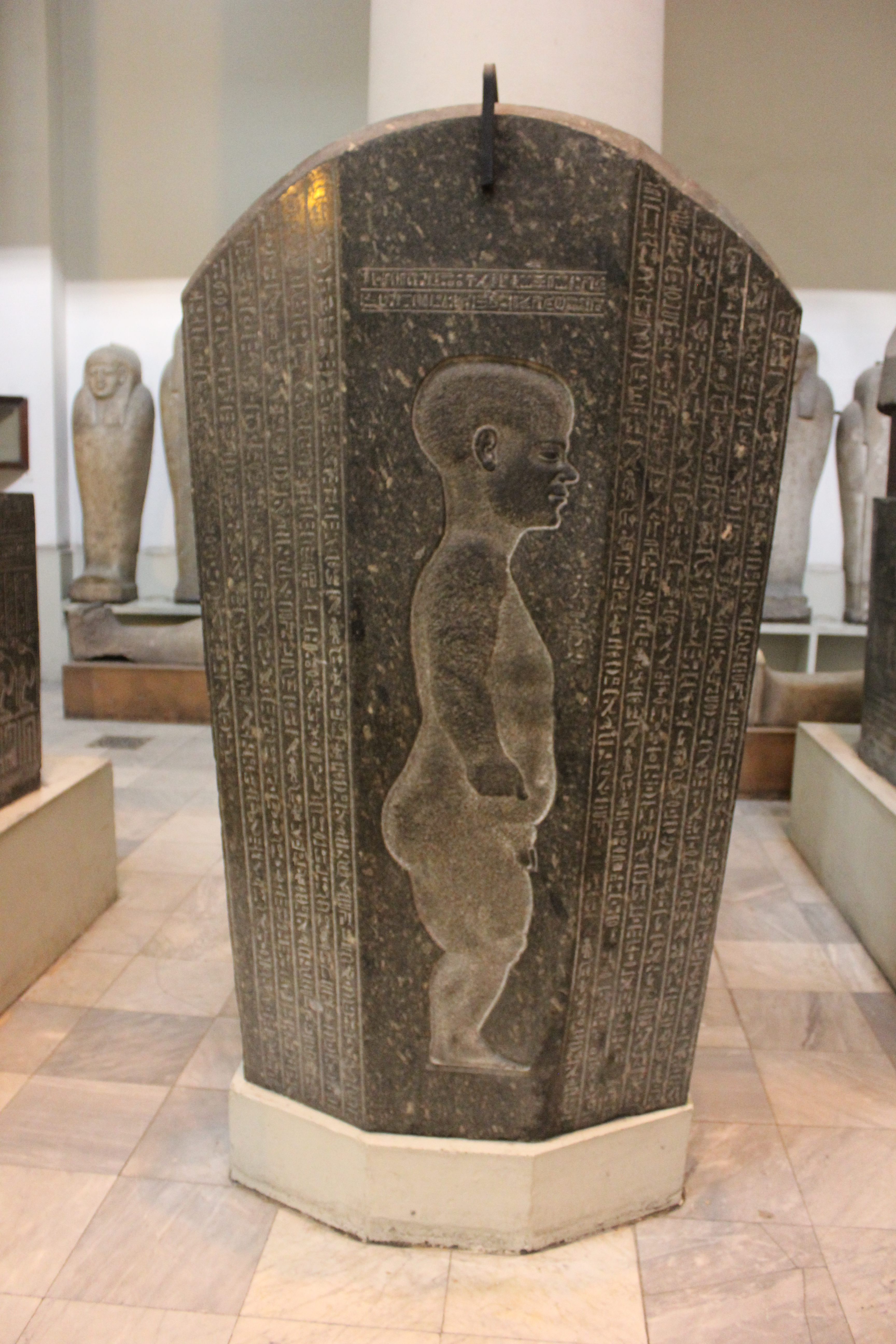
Sarcófago de la dinastía 30, del Museo Egipcio, El Cairo.

### Rangos sociales
Los enanos eran tratados con bastante respeto en la sociedad del Antiguo Egipto, sobre todo durante el periodo arcaico de Egipto y del Reino Antiguo. Su nanismo natural se consideraba un don celestial, y la discriminación y la exclusión social parecen haber sido desconocidas para los egipcios. En la mayoría de los casos en los que los enanos eran introducidos en una nueva familia, parece que eran aceptados de inmediato como miembros de pleno derecho. Se les asignaban tareas especiales y exclusivas, que normalmente realizaban los funcionarios de mayor rango, como los sacerdotes y los tesoreros. Incluso en muchas casas reales, junto al rey, se permitía a los enanos servir y trabajar. Los rangos y posiciones sociales inusualmente elevados de los que gozaban los enanos explican, por ejemplo, su importante presencia en las tumbas subsidiarias alrededor de las de los faraones de la Dinastía I. Estas tumbas subsidiarias estaban reservadas a los servidores directos y más leales del gobernante. El hecho de que se les permitiera ser enterrados tan cerca del rey demuestra lo respetados que eran los enanos en aquella época.
En la 6ª dinastía, durante el reinado del rey Pepi II (2284–2184 a. C.), se conoce una carta escrita por el entonces joven rey y dirigida a su alto funcionario y príncipe Hirjuf que fue enviado a Elefantina para preguntar por el estado y el paradero de un «enano bailarín» (el Daneg ibaw egipcio). A Harkhuf se le ordenó que trajera al enano, originario de la legendaria Tierra de Punt, al palacio del rey sano y salvo, sin importar el coste. El pasaje designado incluye que el rey «desea ver al enano incluso más que recibir los preciosos regalos de Punt»'. La carta también revela que antes de este acontecimiento, ya se habían traído varios enanos de Punt a la casa real.

### Fundación de la familia

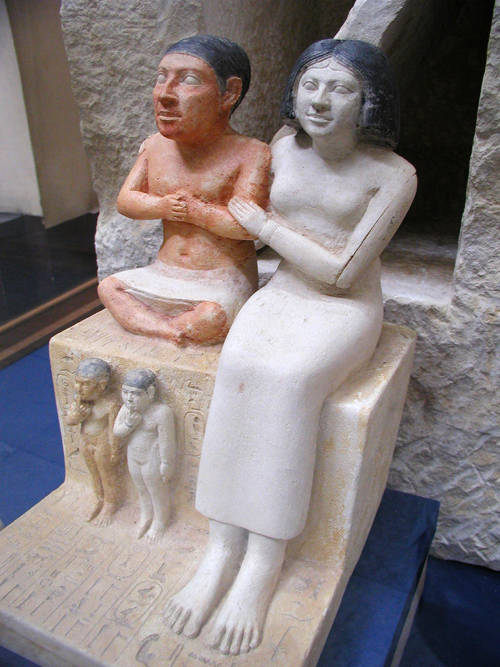
Estatua del enano Seneb, su mujer y sus hijos, dinastía IV o V

El caso más conocido de enanismo en el antiguo Egipto es el del alto funcionario Seneb, ya que ha sobrevivido un grupo de estatuas finamente talladas del enano y su familia en excelente estado de conservación. Seneb trabajó a finales de la Dinastía IV  (c. 2613–2494 a. C.) o a principios de la Dinastía V (c. 2498–2345 a. C.), muy posiblemente bajo el rey Shepseskaf y sus sucesores. Seneb estaba casado con una mujer no enana adulta llamada Senet-ites. Tuvo dos hijas llamadas Awib-en-Khufu y Semeret-Radjedef y un hijo llamado Ankh-ima-Radjedef, todos ellos representados como de estatura normal. Esto demuestra que se aceptaba que los enanos pudieran tener familias e hijos sanos. Obsérvese que los dos niños que aparecen frente al asiento de Seneb en la ilustración adjunta están en la posición en la que se representarían las piernas de una estatua «normal», lo que atenúa -aunque no oculta- su aspecto anormal. Dado que el padre de Seneb era de crecimiento normal, el caso de Seneb también demuestra que no todos los enanos eran traídos de países extranjeros, pues el enanismo se daba ocasionalmente -como cabría esperar por la experiencia moderna- en el seno de las familias egipcias. En otros casos, en los que se representa a personas también de baja estatura como sirvientes de otros enanos, es posible que formaran parte de la misma familia. Sin embargo, esto sigue siendo una conjetura, ya que durante el periodo del Reino Antiguo no era raro que los artistas representaran a la misma persona varias veces en una misma escena. Lo hacían para mostrar que el personaje principal realizaba varias tareas al mismo tiempo.

## Divinidades enanas

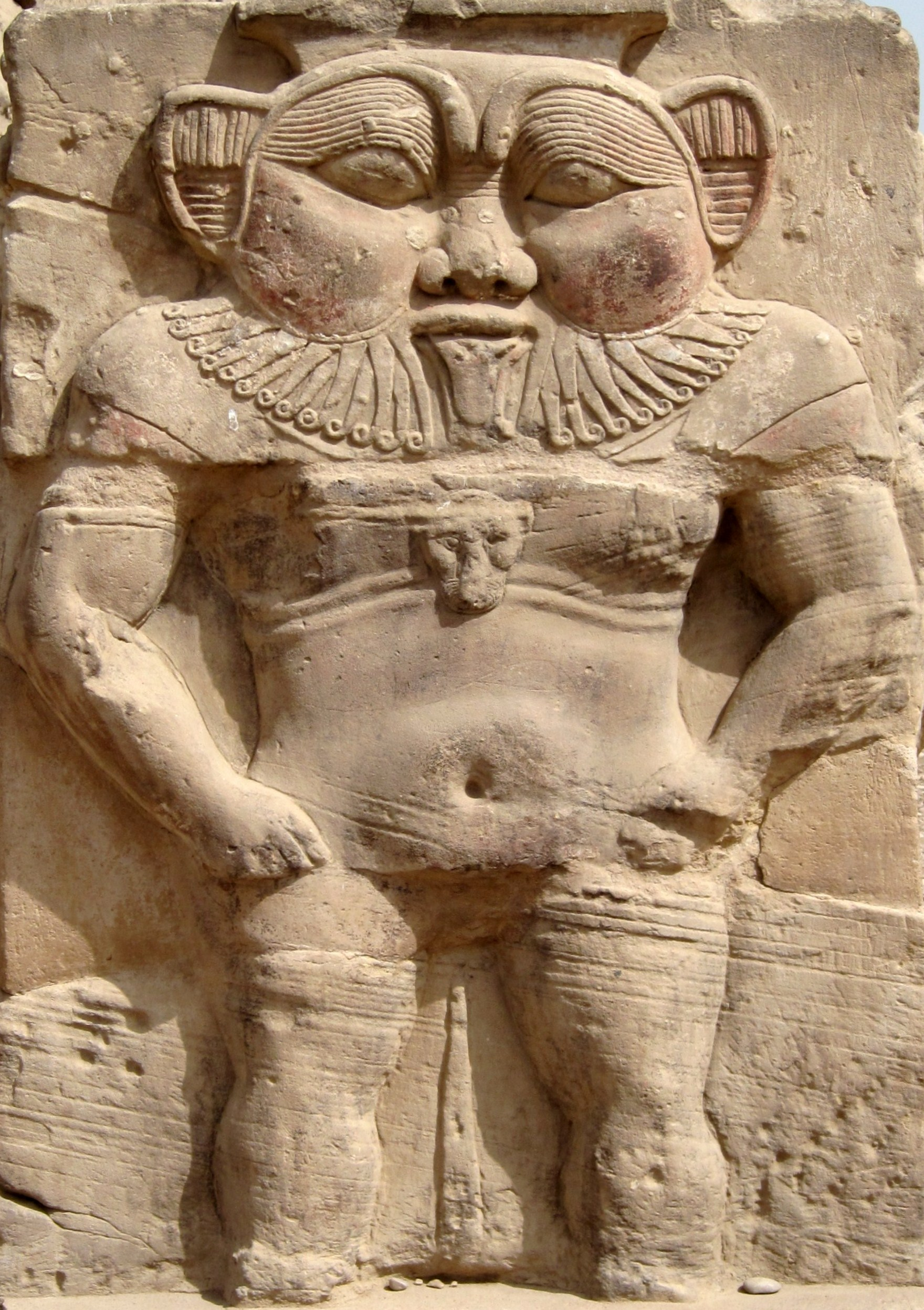
La divinidad enana Bes representada en un relieve de Dendera.

En el Antiguo Egipto, los pueblos adoraban a varias deidades enanas, la más importante de las cuales era Bes. Su culto está atestiguado arqueológicamente desde la Dinastía XII (c. 1991–1802 a. C.). Se cree que el culto se originó en Nubia, el actual Sudán. Bes era el dios de los sueños, de la suerte, de la danza, y era el protector del hogar y de sus pertenencias. También era un dios del nacimiento y era adorado en las casas natalicias junto a la diosa Heket. Bes siempre es representado con un torso y una cabeza normales, piernas y brazos acortados y con las orejas de un león. Su rasgo más inconfundible es su representación frontal, bastante rara en el Antiguo Egipto, lo que hace a Bes especialmente reconocible (y probablemente apunta a un origen extranjero de su culto).
Otra deidad con enanismo, pero raramente representada, era Ptah-Pahtaka ("Ptah, el fuerte"). Era adorado como una forma especial de Ptah, el dios del arte, la artesanía y la creatividad. Otra forma de Ptah que también se representaba como un enano era Ptah-segem-panem ("Ptah, el que escucha"). La deidad Thoth, dios del tiempo, del conocimiento, de las matemáticas y de la luna, se representaba a veces como un babuino con cabeza de humano. Esto podría haber sido una alusión a los enanos.

## Enanos egipcios conocidos por sus nombres
Entre los enanos egipcios que se dieron a conocer por sus nombres gracias a las estelas de sus tumbas, relieves y/o estatuas se encuentran: Nefer, Ser-Inpw, Hedju (los tres de la  dinastía I), Ny-ankh-Djedefre (dinastía IV) y Seneb (finales de la IV o principios de la dinastía V).